# Jeux paralympiques d'été de 2004
Les XIIes Jeux paralympiques, intitulés Jeux paralympiques d'été 2004, se sont déroulés à Athènes du 17 au 28 septembre 2004.

## Les cérémonies

### La cérémonie d'ouverture
La cérémonie d’ouverture a eu lieu le vendredi 17 septembre au Stade Olympique d'Athènes. Les athlètes représentant 136 nations ont défilé dans le stade. Le Président de la République de la Grèce, Kostis Stephanopoulos, a déclaré l’ouverture des Jeux. Enfin, Georgios Toptsis, athlète grec de saut en longueur, a allumé la flamme olympique.

### La cérémonie de clôture
Le mardi 28 septembre, la cérémonie de clôture a aussi eu lieu au Stade Olympique d’Athènes mais elle a été raccourcie à la suite d'un accident de car qui a causé la mort de plusieurs lycéens alors qu'ils allaient à Athènes assister aux Jeux. Le spectacle et le feu d'artifice ont été annulés. Les athlètes ont de nouveau défilé dans le stade. Après que Philip Craven, le président du Comité international paralympique (CIP), ait donné rendez-vous aux athlètes pour les prochains Jeux paralympiques d'été de Pékin en 2008, la flamme olympique a été éteinte.

## Les sports pratiqués
Aux Jeux paralympiques d'Athènes, la compétition a eu lieu dans 19 sports, avec différentes épreuves classées selon les handicaps.
Le Football à 5 et l'épreuve de handibike en cyclisme font leurs premières apparitions aux jeux, tandis que le judo et de volley-ball sont ouverts désormais aux femmes.
Les sports pratiqués sont les suivants :
- Athlétisme
- Boccia (sport ressemblant aux boules, pratiqué avec des balles en cuir par des handicapés moteurs)
- Basket-ball en fauteuil roulant
- Cyclisme
- Équitation
- Escrime en fauteuil roulant
- Football à 5 (pratiqué par des athlètes malvoyants ou non-voyants)
- Football à 7 (pratiqué par des athlètes handicapés moteur)
- Goal-ball (sport de ballon pratiqué par des athlètes malvoyants ou non-voyants avec un ballon sonore)
- Haltérophilie
- Judo (pratiqué par des athlètes malvoyants ou non-voyants)
- Natation
- Rugby-fauteuil
- Tennis en fauteuil roulant
- Tennis de table
- Tir à l'arc
- Tir sportif
- Voile
- Volley-ball assis (pratiqué par des athlètes handicapés moteur)

## Les faits marquants
- Pour la première fois, les athlètes paralympiques n'ont pas eu à payer de frais de participation.
- Les Jeux olympiques et paralympiques de 2004 ont eu un comité d'organisation commun.
- Près de 4000 athlètes représentant 136 nations (contre 122 à Sydney) sont présents.
- Un record de médiatisation est alors établi avec 50 chaînes internationales et 3000 journalistes présents sur place.
- 304 records du monde et 448 records paralympiques ont été battus à Athènes.
- Les athlètes handicapés mentaux n'ont pas pu participer aux Jeux paralympiques d'Athènes, le Comité international paralympique considérant qu'il était trop difficile de déterminer des classes de handicap et de mesurer l'effet du handicap mental sur la pratique sportive.
- Le dopage concerne aussi les athlètes paralympiques : sept d'entre eux ont été reconnus positifs sur 670 contrôles antidopage.

## Tableau des médailles
À la suite des épreuves du 28 septembre, les dix premiers au tableau des médailles étaient :
| Rang | Nations     | Médaille d'or, Jeux paralympiques | Médaille d'argent, Jeux paralympiques | Médaille de bronze, Jeux paralympiques | Total |
| ---- | ----------- | --------------------------------- | ------------------------------------- | -------------------------------------- | ----- |
| 1e   | Chine       | 63                                | 46                                    | 32                                     | 141   |
| 2e   | Royaume-Uni | 35                                | 30                                    | 29                                     | 94    |
| 3e   | Canada      | 28                                | 19                                    | 25                                     | 72    |
| 4e   | États-Unis  | 27                                | 22                                    | 39                                     | 88    |
| 5e   | Australie   | 26                                | 38                                    | 36                                     | 100   |
| 6e   | Ukraine     | 24                                | 12                                    | 19                                     | 55    |
| 7e   | Espagne     | 20                                | 27                                    | 24                                     | 71    |
| 8e   | Allemagne   | 19                                | 28                                    | 32                                     | 79    |
| 9e   | France      | 18                                | 26                                    | 30                                     | 74    |
| 10e  | Japon       | 17                                | 15                                    | 20                                     | 52    |